# Un anno di dominazione fascista
Un anno di dominazione fascista è uno scritto politico di Giacomo Matteotti del 1923 in cui l'autore, deputato socialista, denuncia la natura violenta del Fascismo. Pubblicato nei primi mesi del 1924, Matteotti stava già lavorando ad una nuova edizione aggiornata nelle informazioni e nei numeri ma verrà assassinato poco tempo dopo.

## Contenuto
Il saggio è una serrata critica al fascismo, di cui condanna innanzi tutto la giustificazione della violenza nella gestione del potere e inoltre le contraddizioni stridenti tra le politiche annunciate e quelle attuate (ad esempio, l'incentivo alla speculazione finanziaria, contrariamente a quanto veniva dichiarato) dopo un anno di governo.
Il testo si compone di tre sezioni:
1. Situazione economica e finanziaria: analisi dettagliata delle spese sostenute dal Governo Mussolini;
2. Atti del Governo fascista: analisi delle scelte politiche; un intero capitolo è dedicato all'abuso dei decreti legge;
3. Le parole dei Capi..., ...e le cronache dei fatti, La conquista di Molinella, e La libertà di stampa: antologia di frasi pronunciate da Mussolini e membri del partito, testate giornalistiche allineate ed un lungo elenco di intimidazioni avvenute tra il novembre 1922 e il dicembre 1923.

La violenza del fascismo si stava manifestando ancora dopo il suo primo anno di governo, con il verificarsi di numerosi episodi di squadrismo contro i suoi avversari politici. Poco tempo dopo questa denuncia, l'autore - mentre curava l'edizione aggiornata del volume e la sua pubblicazione all'estero - viene assassinato.

## Edizioni
- Un anno di dominazione fascista, Roma, Tipografia italiana, 1923.
  -  Un anno di dominazione fascista, Sala Bolognese, A. Forni, 1980.
  -  Un anno di dominazione fascista, Molinara, West Indian, 2013, ISBN 978-88-907099-2-0.
  -  Un anno di dominazione fascista, con un saggio di Umberto Gentiloni Silveri, introduzione di Walter Veltroni, Milano, Rizzoli, 2019, ISBN 978-88-171-3894-9.
  -  Un anno di dominazione fascista, introduzione di Giorgio Benvenuto, Roma, EDUP, 2022, ISBN 978-88-8421-275-7.

- Stefano Caretti (a cura di), Un anno e mezzo di dominazione fascista, Pisa, Pisa University Press, 2020, ISBN 978-88-333-9267-7.
- (EN) The fascisti exposed. A Year of Fascist Domination, traduzione di E. W. Dickes, Londra, Independent Labour Party Publication Department, 1924.
  - (EN) The fascisti exposed. A Year of Fascist Domination, traduzione di E. W. Dickes, Londra, Howard Fertig, 1969.
- (FR) Une année de domination fasciste, Bruxelles, Maison nationale d'edition, 1924.
- (DE) Hanns-Erich Kaminski, Fascismus in Italien. Grundlagen - Aufstieg - Niedergang, Berlino, Verlag für Sozialwissenschaft, 1925.